# Зибине
Зи́бине — село в Україні, у Вовчанській міській громаді Чугуївського району Харківської області. Населення становить 115 осіб. До 2020 орган місцевого самоврядування — Вовчансько-Хутірська сільська рада.

## Географія
Село Зибине знаходиться на правому березі річки Вовча, є міст. Річка робить вигин і оточує село з трьох сторін, на протилежному березі знаходиться село Покаляне, нижче за течією на відстані 1 км - село Вовчанські Хутори.

## Історія
За даними на 1864 рік на казенному хуторі Вовчанської волості Вовчанського повіту мешкало 324 особи (168 чоловічої статі та 156 — жіночої), налічувалось 70 дворових господарств.
12 червня 2020 року, відповідно до Розпорядження Кабінету Міністрів України  № 725-р «Про визначення адміністративних центрів та затвердження територій територіальних громад Харківської області», увійшло до складу Вовчанської міської громади.
19 липня 2020 року, в результаті адміністративно-територіальної реформи та ліквідації Вовчанського району, село увійшло до складу Чугуївського району.